# Фаньхуэй Ши Вэйсин
Фаньхуэй Ши Вэйсин, кратко FSW (кит. трад. 返回式衛星, пиньинь Fǎnhuí Shì Wèixīng, палл. фаньхуэй ши вэйсин, буквально: «возвращаемый спутник») — серия многоцелевых прикладных возвращаемых спутников Китая. Спутники FSW были важнейшей частью китайской космической программы в 1970-х — 2000-х годах. Посредством спутников FSW уже в 1975—1976 годах Китай третьим в мире и первым в Азии достиг технологии возвращения спутников. Спутники FSW были созданы на базе корабля отменённой первой пилотируемой космической программы Китая конца 1960-х — начала 1970-х годов, а также имели вариант для использования в рамках второй такой программы конца 1970-х — начала 1980-х годов, которая также была прекращена.
Основным назначением спутников FSW являлось фотографическое дистанционное зондирование Земли, в том числе в целях военной разведки. Одновременно они также были научно-исследовательскими, для чего на борту размещалось другое оборудование и материалы, в том числе биологические.

## История
В эпоху Холодной войны и космической гонки между сверхдержавами СССР и США, после раскола в отношениях Москвы и Пекина китайские руководители приступили к созданию независимой космонавтики. Уже в начале национальной космической программы в 1960-х годах сразу было решено не ограничиваться отдельным созданием спутников, а планировать также пилотируемые космические полёты, для чего была начата программа создания пилотируемых космических кораблей «Шугуан» (Проект-714).
В рамках осуществления космической программы Китай сначала отработал создание небольших спутников «Дунфан Хун» и серии ракет-носителей «Чанчжэн-1». С первым успешным запуском 24 апреля 1970 года Китай стал 5-й в мире и 2-й в Азии космической державой.
Более крупный и тяжёлый спускаемый аппарат (СА) «Шугуан» и создававшаяся для него более серьёзная ракета-носитель CZ-2A серии «Чанчжэн-2» во многом были аналогичны американским пилотируемому кораблю «Джемини» и запускавшему его носителю Титан-2.
Проект-714 «Шугуан» был прекращён в 1972 году до достижения практического результата по техническим, экономическим и политическим причинам. Однако, ракета-носитель CZ-2A была доведена до эксплуатации, а на базе наработок по кораблю «Шугуан» были созданы крупные двух-трёхтонные спутники FSW со спускаемыми аппаратами.
Первая неудачная попытка запуска FSW состоялась 5 ноября 1974 года. 26—29 ноября 1975 года был выполнен первый полёт спутника FSW, с жёсткой посадкой, а 7—10 декабря — первый полностью успешный полёт. Спутники запускались с космодрома Цзюцюань в провинции Внутренняя Монголия и совершали посадку на специальном полигоне в провинции Гуйчжоу.
Всего, в период по 9 сентября 2006 года, спутники FSW были запущены 24—25 раз. В дальнейшем их функции по дистанционному зондированию Земли в гражданских и военных целях (разведка) перешли к новому поколению китайских долговременных невозвращаемых оптико-электронных спутников «Яогань» с цифровой фотосъёмкой и сбросом данных по скоростной радиолинии, не требовавшие спуска фотоматериалов на Землю. Прочие научно-исследовательские задачи стали реализовываться в ходе беспилотных и пилотируемых полётах кораблей программы «Шэньчжоу» (Проект-921).

## Характеристики
Спутники FSW в ходе своего развития прошли ряд последовательных модернизаций, всего было создано четыре поколения: FSW-0, FSW-1 (FSW-1A), FSW-2, FSW-3. Они имели на борту многоспектральные фотокамеры. Разрешение усовершенствованных фотокамер спутников поколения FSW-1 достигало 10 метров. Спутники не производили коррекцию орбиты, и их полёты были непродолжительными — несколько дней.
Сравнительные характеристики поколений спутников FSW:
|                               |                               | FSW-0        | FSW-1     | FSW-2     | FSW-3        |
| ----------------------------- | ----------------------------- | ------------ | --------- | --------- | ------------ |
| Полная масса, кг              | Полная масса, кг              | 1800         | 2100      | 2800~3100 |              |
| Объём СА (м3)                 | Объём СА (м3)                 | 7,6          | 7,6       | 12,8      |              |
| Масса ПН при запуске кг       | Масса ПН при запуске кг       | 340          | 450       | 500~600   |              |
| Масса ПН при возвращении, кг  | Масса ПН при возвращении, кг  | 260          | 260       | 400       |              |
| Длительность полёта, суток    | Длительность полёта, суток    | 3~5          | 8         | 15~17     |              |
| Уровень микрогравитации ПН, g | Уровень микрогравитации ПН, g | 10−3~10−5    | 10−3~10−5 | 10−3~10−5 |              |
| Орбитальные элементы          | Наклонение, град.             | 57~68        | 57~70     | 57~70     |              |
| Орбитальные элементы          | Перигей, км                   | 172~180      | 200~210   | 175~200   |              |
| Орбитальные элементы          | Апогей, км                    | 400~500      | 300~400   | 300~400   |              |
| Орбитальные элементы          | Период обращения, мин.        | ~90          | ~90       | ~90       |              |
| Тип РН                        | Тип РН                        | CZ-2A, CZ-2C | CZ-2C     | CZ-2D     | CZ-2C, CZ-2D |

## Запуски
Все спутники FSW запускались ракета-носителями (РН) серии «Чанчжэн-2» (Чанчжен-2) с космодрома Цзюцюань. В связи с ростом массы спутников поколения FSW-1 до величины более двух тонн, была разработана модификация РН CZ-2С с увеличенной грузоподъёмностью, а для более чем трёхтонных FSW-2 — РН CZ-2D.
| ИСЗ      | дата запуска | дата возвращения           | полезная нагрузка при запуске (кг) | полезная нагрузка при возвращении (кг) | перигей (км) | апогей (км) | период обращения (мин) | наклонение (°) |
| -------- | ------------ | -------------------------- | ---------------------------------- | -------------------------------------- | ------------ | ----------- | ---------------------- | -------------- |
| FSW-0-1  | 1974/11/5    | неудачный запуск           | 1790                               | -                                      | -            | -           | -                      | -              |
| FSW-0-2  | 1975/11/26   | 1975/11/29 жёсткая посадка | 1790                               | 600                                    | 181          | 495         | 91.2                   | 63.0           |
| FSW-0-3  | 1976/12/7    | 1976/12/10                 | 1790                               | 600                                    | 172          | 492         | 91.2                   | 59.5           |
| FSW-0-4  | 1978/1/26    | 1978/1/29                  | 1810                               | 650                                    | 169          | 488         | 91.2                   | 57.0           |
| FSW-0-5  | 1982/9/9     | 1982/9/14                  | 1780                               | 610                                    | 177          | 407         | 90.2                   | 63.0           |
| FSW-0-6  | 1983/8/19    | 1983/8/24                  | 1840                               | 630                                    | 175          | 404         | 90.2                   | 63.3           |
| FSW-0-7  | 1984/9/12    | 1984/9/17                  | 1810                               | 620                                    | 178          | 415         | 90.3                   | 68.0           |
| FSW-0-8  | 1985/10/21   | 1985/10/26                 | 1810                               | 620                                    | 175          | 409         | 90.2                   | 63.0           |
| FSW-0-9  | 1986/10/6    | 1986/10/11                 | 1770                               | 610                                    | 176          | 402         | 90.2                   | 57.0           |
| FSW-0-10 | 1987/8/5     | 1987/8/10                  | 1810                               | 650                                    | 172          | 410         | 90.2                   | 63.0           |
| FSW-1-1  | 1987/9/9     | 1987/9/17                  | 2070                               | 610                                    | 208          | 323         | 89.7                   | 63.0           |
| FSW-1-2  | 1988/8/5     | 1988/8/13                  | 2130                               | 640                                    | 208          | 326         | 89.7                   | 62.8           |
| FSW-1-3  | 1990/10/5    | 1990/10/13                 | 2080                               | 650                                    | 206          | 308         | 89.6                   | 57.1           |
| FSW-2-1  | 1992/8/9     | 1992/8/25                  | 2590                               | 640                                    | 175          | 353         | 89.1                   | 63.1           |
| FSW-1-4  | 1992/10/6    | 1992/10/13                 | 2060                               | 600                                    | 211          | 315         | 89.8                   | 63.0           |
| FSW-1-5  | 1993/10/8    | неудачное возвращение      | 2100                               | (650)                                  | 214          | 317         | 89.6                   | 56.9           |
| FSW-2-2  | 1994/7/3     | 1994/7/18                  | 2760                               | 770                                    | 178          | 333         | 89.5                   | 62.9           |
| FSW-2-3  | 1996/10/20   | 1996/11/4                  | 2970                               | 770                                    | 176          | 354         | 89.7                   | 63.0           |
| FSW-3-1  | 2003/11/3    | 2003/11/21                 |                                    |                                        |              |             |                        |                |
| FSW-3-2  | 2004/8/29    | 2004/9/25                  |                                    |                                        |              |             |                        |                |
| FSW-3-3  | 2004/9/27    | 2004/10/15                 |                                    |                                        |              |             |                        |                |
| FSW-3-4  | 2005/8/2     | 2005/8/29                  |                                    |                                        |              |             |                        |                |
| FSW-3-5  | 2005/8/29    | 2005/10/17                 |                                    |                                        |              |             |                        |                |
| SJ-8     | 2006/9/9     | 2006/9/24                  | 3000                               |                                        | 173          | 336         | 89.60                  | 63.0           |

## Пилотируемый вариант
Несмотря на недостаток информации по истории разработки спутников FSW, есть данные о том, что вместо и в развитие отменённой первой программы пилотируемых космических кораблей «Шугуан» к концу 1970-х гг. первоначально был разработан пилотируемый вариант спутника FSW-0 (вероятно, одноместный ввиду меньшей массы, чем у «Шугуана») для второй пилотируемой программы. Несколько кратких упоминаний китайских официальных лиц о существовании такой программы, а также публикация фотографий, были сделаны начиная с 1978 года, но внезапно прекратились в 1980 году.
Рядом экспертов и наблюдателей предполагается, что после более чем десятка успешных запусков ракет-носителей «Чанчжэн-2» и четырёх ежегодных полётов спутников FSW (последний из которых 26 января 1978 года мог быть генеральной репетицией) Китай предпринял в декабре 1978 года (или 7 января 1979 года по другим данным) первую попытку запуска пилотируемого FSW, но ввиду неудачи с возможной гибелью тайконавта эта программа была закрыта спустя некоторое время, а запуски спутников FSW (переконструированных для беспилотных впредь полётов) возобновились только в 1982 году и стали вновь ежегодными.